# Toki Yoritoshi
Toki Yoritoshi est un nom japonais traditionnel ; le nom de famille (ou le nom d'école), Toki, précède donc le prénom (ou le nom d'artiste).
Toki Yoritoshi (土岐 頼稔, 20 mars 1695-18 octobre 1744) est un daimyo de l'époque d'Edo. Il exerce différentes fonctions au sein de l'administration du shogunat Tokugawa, dont Kyoto shoshidai (1734-1732) et rōjū.
À un certain moment, un incendie dévaste Heian-kyō, alors capitale du Japon, tandis que Toki Tango-no-kami occupe le poste de Kyoto shoshidai. Peu de temps après, un astucieux poème qui comprend un jeu de mots sur le nom de Shoshidai est largement diffusé :
Toki mo toki

Tango no gogatsuban ni

kaji dashite

Edo e shiretariya

Mi-shoshi senban.
La traduction habituelle en anglais est celle de Frederic Shoberl (en), 1822 : « Telle est l'heure à présent : un incendie a éclaté dans la cinquième nuit du cinquième mois. Quand la nouvelle aura atteint Edo, il y aura d'innombrables candidats qui vous harcèleront sans cesse ».
Une traduction plus littérale de Timon Screech, 2006, donne :
En ce moment même

Un soir de Tango

Un incendie a éclaté

Edo a été informé

Pour le noble gouverneur

Beaucoup d'[ennuis].
C'est Kazehaya Yoshizane, le poète du XVIIIe siècle, qui fait rimer « Tango » (Tango no sekku), l'un des cinq principaux festivals (matsuri) de l'année (tombant le 5e jour du 5e mois), avec le toponyme, « Tango » (province de Tango) du daimyo. Les poèmes de ce genre constituent un élément de la culture populaire de cette période. Les jeux de mots spirituels et opportuns qui associent d'une certaine façon des calembours sur un nom de personne avec un événement d'actualité deviennent à la mode. Ils peuvent susciter une large approbation du public, et de temps en temps de tels poèmes reçoivent même l'approbation de l'empereur.

## Source de la traduction
- (en) Cet article est partiellement ou en totalité issu de l’article de Wikipédia en anglais intitulé « Toki Yoritoshi » (voir la liste des auteurs).